# 제18회 골든 래즈베리상
제18회 골든 래즈베리상은 1997년 영화를 대상으로 1998년 3월에 열린 시상식이다. 헐리우드 루즈벨트호텔에서 개최되었다.

## 수상 및 후보

### 최악의 작품상
- 포스트맨 수상
- 아나콘다
- 배트맨 4 - 배트맨과 로빈
- 파이어 다운
- 스피드 2

### 최악의 남우주연상
- 포스트맨 - 케빈 코스트너 수상
- 세인트 - 발 킬머
- 스틸 - 샤키 오닐
- 파이어 다운 - 스티븐 시걸
- 아나콘다 - 존 보이트

### 최악의 여우주연상
- 지 아이 제인 - 데미 무어 수상
- 스피드 2 - 산드라 블록
- 프리티 레이디 - 프란 드레셔
- 베이비 클리닉 - 로렌 홀리
- 터뷸런스 - 로렌 홀리
- 트렁크 속의 연인들 - 알리시아 실버스톤

### 최악의 남우조연상
- 더블 팀 - 데니스 로드맨 수상
- 스피드 2 - 윌렘 대포
- 배트맨 4 - 배트맨과 로빈 - 크리스 오도넬
- 배트맨 4 - 배트맨과 로빈 - 아놀드 슈왈제네거
- 모스트 원티드 - 존 보이트
- 유 턴 - 존 보이트

### 최악의 여우조연상
- 배트맨 4 - 배트맨과 로빈 - 알리시아 실버스톤 수상
- 알비노 앨리게이터 - 페이 더너웨이
- 제5원소 - 밀라 요보비치
- 파더스 데이 - 줄리아 루이스 드레이퍼스
- 배트맨 4 - 배트맨과 로빈 - 우마 서먼

### 최악의 감독상
- 포스트맨 - 케빈 코스트너 수상
- 스피드 2 - 쟝 드봉
- 아나콘다 - 루이스 로사
- 배트맨 4 - 배트맨과 로빈 - 조엘 슈마허
- 유 턴 - 올리버 스톤

### 최악의 각본상
- 포스트맨 수상
- 아나콘다
- 배트맨 4 - 배트맨과 로빈
- 쥬라기 공원 2 - 잃어버린 세계
- 스피드 2

### 최악의 신인상
- 더블 팀 - 데니스 로드맨 수상
- 아나콘다 - 아나콘다
- 스크림 2 - 토리 스펠링
- 언터쳐블 가이 - Howard Stern
- 제5원소 - 크리스 터커
- 머니 토크 - 크리스 터커

### 최악의 주제가상
- 포스트맨 - 포스트맨 수록 전곡 수상
- 배트맨 4 - 배트맨과 로빈 - The End is The Beginning is The End
- 파이어 다운 - Fire Down Below
- 콘 에어 - How Do I Live?
- 스피드 2 - My Dream

### 최악의 속편상
- 스피드 2 수상
- 배트맨 4 - 배트맨과 로빈
- 나 홀로 집에 3
- 쥬라기 공원 2 - 잃어버린 세계

### 최악의 커플상
- 더블 팀 - 쟝-끌로드 반담 & 데니스 로드맨 수상
- 스피드 2 - 산드라 블록 & 제이슨 패트릭
- 배트맨 4 - 배트맨과 로빈 - 조지 클루니 & 크리스 오도넬
- 파이어 다운 - 스티븐 시걸 & 그의 기타
- 아나콘다 - 존 보이트 & 아나콘다

### 인간생명과 공공재산을 무시한 작품상
- 콘 에어 수상
- 배트맨 4 - 배트맨과 로빈
- 쥬라기 공원 2 - 잃어버린 세계
- 터뷸런스
- 볼케이노

## 같이 보기
- 제70회 아카데미상
- 제55회 골든 글로브상
- 제4회 미국 배우 조합상
- 제51회 영국 아카데미 영화상